# Fritz Strube
Fritz Strube (* 15. Juli 1896 in Leipzig; † nach 1949) war ein deutscher Sportlehrer und -institutsleiter sowie Sachbuch-Autor und Fotograf.

## Biografie
Strube begann 1910, dem Turnsport nachzugehen und engagierte sich in den folgenden vier Jahren im Schulturnen und Sportvereinen. 1919 war er in leitender Funktion für den Akademischen Sportklub Cöthen (Anhalt) tätig und saß im dortigen Hauptausschuss für Leibesübungen. Von 1920 bis 1922 besuchte er die Deutsche Hochschule für Leibesübungen.
Strube erarbeitete sich ein Diplom als Turn- und Sportlehrer. Er war Mitglied beim ASV, als Verfasser von Sportliteratur im Verein deutsche Sportpresse sowie im Verein deutsche Turnpresse.
Zeitweilig leitete Strube als Direktor das Institut für Gesundheit und Leistung in Bremen.
Der Diplom-Sportlehrer mit Wohnsitz in Hannover veröffentlichte 1926 sein Buch Kinderturnen im Hause … mit Aufnahmen von Kindern der hannoverschen Familie Gottschalk. Diese Schrift fand später im Zusammenhang mit den Genealogien und Geschichte sowie Arisierungen der Vermögen der Familien Gottschalk, Molling und Benjamin besondere Beachtung. Fritz Gottschalk war der Schwiegersohn von Max Molling und zeitweiliger Geschäftsführer des Kaufhauses Max Molling & Co.
1927 fungierte Strube als Sportrat. Die Aktaufnahmen im Studio und im Freien für den ersten Band der Reihe Natürliche Körperpflege unter dem Titel Übungen für Männer und Knaben verzeichnete das Werk als aus dem Atelier des hannoverschen Fotografen Paul Feller.
1928 publizierte Strube unter dem Titel Die Schönheit der Bewegung. Tägliche Gymnastik schafft Lebensfreude, gibt Spannkraft und verschönt die Glieder in der Zeitschrift Scherl’s Magazin eigene Fotografien zur Illustration seines Textes.
Um 1930 wohnte Strube in der Callinstraße 14B in der Nordstadt von Hannover.

## Schriften (Auswahl)
- Wie bereite ich mich richtig zum Boxer vor? (= Knockout-Bibliothek, Band 5), Braunschweig [Bugenhagenstraße 1]: G. Hager, [1924]
- Persönliche Leistungssteigerung! Ein Lehrkurs in 10 Briefen, mehrbändiges Werk, Bremen, Martinistraße 3–4: F. Strube, 1932–1933
- Kleinbücherei, Hannover [Goethestraße 3]: Kusedruck
  - Band 1: Gymnastik. Medizinball-Gymnastik, 1925
  - Band 2: Leibesübung und Volksgesundheit, 1925
  - Band 3: Der Lauf. Der Hürdenlauf, 1925
  - Band 4: Fussball. Geschichte, Vorbereitung und Training, 1925
  - Band 5: Schwimmen. Rettungsschwimmen, 1925
  - Band 6: Trockenski, 1926
  - Band 7: Der Sprung, 1926
  - Band 8: Boxen, 1926
  - Band 9: Der Wurf, 1926
  - Band 10: Körperpflege, 1926
- Leichtathletik (= Miniatur-Bibliothek, Band 392), neubearbeitete Auflage, Leipzig: Verlag für Kunst und Wissenschaft, [1925]
- Die Schule des Boxens. Das praktische Lehrbuch für Vorbereitung, Ausbildung und Kampf, 220 Seiten mit zahlreichen eingedruckten Bildern, Dresden: W. Limpert, 1925
- Kinderturnen im Hause. Richtlinien und Anleitungen zur körperlichen Erziehung der Kinder für Eltern, Lehrer und Erzieher, Leipzig: Quelle & Meyer, 1926
- Der Medizinball. Anleitungen und Richtlinien für Haus, Schule und Verein, Für Mann, Frau und Kind, München: Pössenbacher Buchdruckerei und Verlagsanstalt, 1926
- Natürliche Körperpflege, Band 1: Übungen für Männer und Knaben. Mit 32 Übungsbildern nach Aktaufnahmen, Egestorf, Bezirk Hamburg: R. Laurer, 1927
- Fritz Strube (Autor), Robert Werner Schulte (Einleitung): Ausgleichende Gymnastik für Berufstätige. Anleitung, Richtlinien und Übungsgruppen zum Ausgleich der Berufsschäden für jeden Beruf, Dresden: W. Limpert, 1927
- Georg Lehnert (Autor), Fritz Strube (Bearb.): Zimmerturnen und Freiluftgymnastik (= Illustrierte Taschenbücher für die Jugend, Band 23), 11. und 12. Tausend, Stuttgart: Union, 1928
- Die Schönheit der Bewegung. Tägliche Gymnastik schafft Lebensfreude, gibt Spannkraft und verschönt die Glieder, in: Scherl's Magazin, Jahrgang 4 (1928), Heft 11, S. 1267–1270; Digitalisat  der Sächsischen Landesbibliothek – Staats- und Universitätsbibliothek Dresden
- Fritz Strube (Verfasser) Adolf Holst (Verse): „Wer spielt mit?“ Kindergymnastik in Spielform. Ein fröhliches Turnbuch, Leipzig C 1, Eilenburgerstraße 12: W. Möschke, 1929
- Deutsche Frauen-Gymnastik. Die tägliche Gymnastik der Frau. Nach gesundheitlichen Richtlinien. Mit 42 Aufnahmen des Verfassers, München: Pössenbacher [Buchdruckerei u. Verlagsanst.] Gebr. Giehrl, 1929
- Der Marathonläufer und andere Skizzen aus dem Sportleben, Köthen-Anhalt [Hauptmann-Loeperstraße 46]: H. Greiner, 1930
- Die tägliche Massage als Kraftquell. Anwendung und Wirkung neuzeitlicher Gesundungs- und Selbst-Massage (= Prana-Bücher, Nr. 24), 151. – 250. Tsd., Pfullingen in Württemberg: Prana-Verlag, [1932]
- Gesundheit und Lebensfreude durch Gymnastik (= Prana-Bücher, Nr. 29), Pfullingen in Württemberg: Prana-Verlag, 1933
- Die körperliche Ertüchtigung der Berufstätigen. Winke und Ratschläge, Leipzig: Hesse & Becker Verlag, [1934]
- Fritz Strube, Adolf Hohenbichler (Texte), Lothar Rübelt, Margarete Streicher (Bilder): Arbeit am Ich. Mehr Erfolg und Freude durch Gymnastik und Sport, Wien: Druckerei „Albrecht Dürer“; Leipzig: Heling, [1934]
  - „Arbeit am Ich.“ Jung – schlank – gesund. Mehr Erfolg und Freude durch Gymnastik und Sport, Hannover: Wilkens, [1949]
- Der Medizinball. Anleitungen und Richtlinien für Haus, Schule und Verein, für Mann, Frau und Kind. Über 450 Übungen und 150 Spiele und Staffeln. 2. Auflag, Giehrl, München 1935
- Aufstieg durch Leistung. Lebensweiser-Verlage, Gettenbach 1936.